# De Walvis (Sint-Niklaas)
De Walvis (ook wel gespeld als De Walvisch) is een voormalige drogisterij in de Belgische stad Sint-Niklaas. Sinds 2018 is het winkelpand een beschermd monument.

## Geschiedenis
Hoe oud De Walvis is, kan niet met volledige zekerheid gezegd worden. Vermoedelijk werd in 1875 een voorgaand gebouw volledig afgebroken en heropgebouwd. De nog bestaande neoclassicistische gevel dateert van toen. Zowel voor als na de heropbouw deed het gebouw dienst als winkel, onder andere als schoenmakerij en stoffenwinkel. In 1899 werd het pand gekocht door Louis Le Roy-de Larsville, die het verhuurde aan een handelaar in muziekinstrumenten.
Eugeen Amand kocht op 23 december 1918 het gebouw voor 15.000 Belgische frank. Het had een gunstige ligging, op de weg naar Antwerpen en in het centrum van de stad, vlak bij de Houtbriel, de Grote Markt en de toen nieuwe Stationswijk. Amand was opgeleid als apotheker maar koos ervoor om een drogisterij van het pand te maken omwille van het gebrek aan drogisterijen in de buurt. Hij noemde zijn zaak De Walvisch, gespeld in de toenmalige spelling. De dierennaam was toen een modeverschijnsel en was ook passend omwille van de verkoop van levertraan. Begin 1919 kreeg de winkel een nieuw interieur en ook de gevel werd toen in het rood geschilderd. Op de gevel kwam het opschrift  "De Walvis Firma AMAND", met eronder "Drogerijen Scheikundige Produkten" in het wit te staan. In mei 1919 opende de winkel de deuren. De opening was een groot succes, waardoor zeep, tandpasta, bruiswater en toiletpapier op het einde van de dag volledig uitverkocht waren.
In 1927 werd De Walvis uitgebreid met een donkere kamer, de eerste van de stad. Tijdens de gehele Tweede Wereldoorlog bleef de winkel open. De kleur van het interieur is in de jaren zestig veranderd van crèmekleurig naar groen. Toen in 1946 Eugeen Amand stierf, nam zijn dochter Josette Amand de winkel over. Ze hield het interieur van de winkel grotendeels intact, omwille van haar afkeer van modes en moderne etalages. Zij sloot uiteindelijk De Walvis in 2006.
Op 13 september 2016 opende het gebouw opnieuw nog eens de deuren voor het publiek. Sinds 2018 is de winkel een beschermd monument omwille van het goed geconserveerde uiterlijk en interieur van de winkel, dat sinds de jaren 20 niet meer drastisch veranderd is. Zo staat het originele 19e-eeuwse schrijnwerk er grotendeel nog. De Walvis is de enige drogisterij in Vlaanderen die gaaf bewaard is.
In 2023 is het pand verkocht.

## Galerij

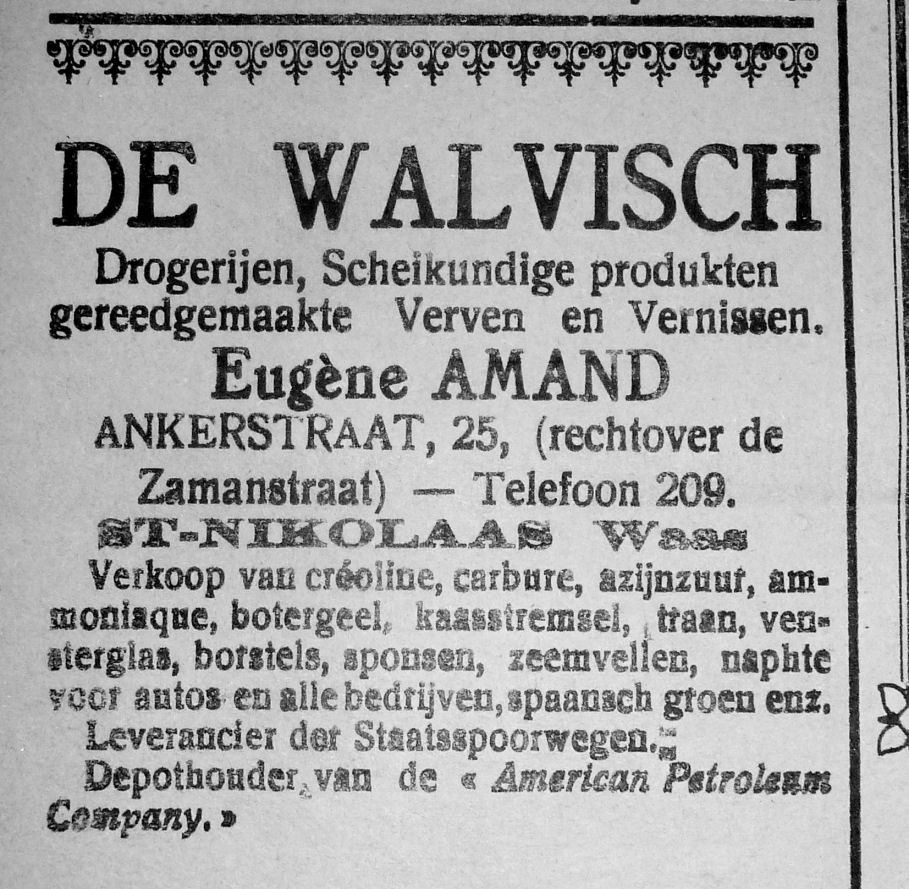
Annonce in de Nieuwe Tijd.
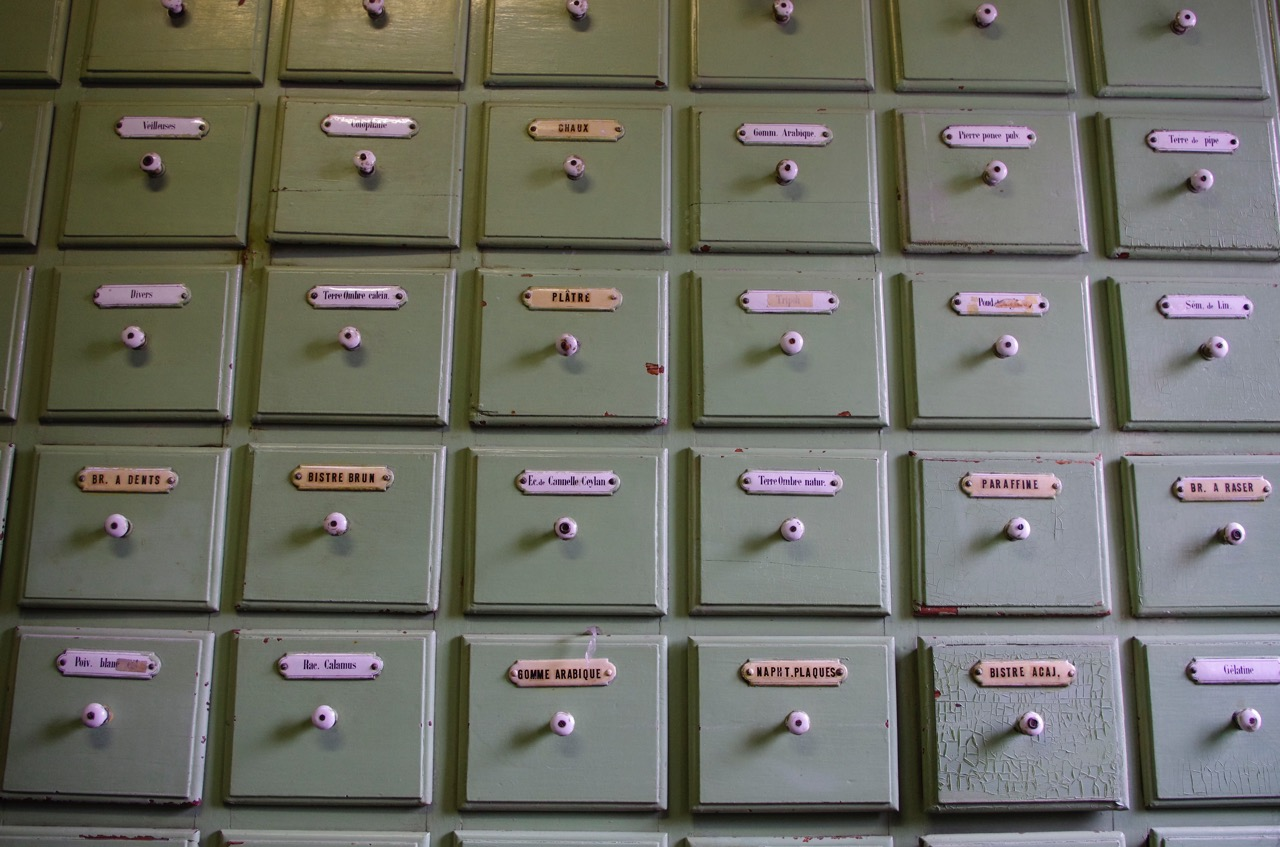
Detailfoto van het interieur, met kastenwand en Franse opschriften